# L’Isle-Adam (Val-d’Oise)
L’Isle-Adam egy község Franciaországban. Lakosainak száma 12 302 fő (2022. január 1.).

## Földrajza
L’Isle-Adam Champagne-sur-Oise, Butry-sur-Oise, Mériel, Mours, Nerville-la-Forêt, Parmain, Presles, Valmondois és Villiers-Adam községekkel határos.

## Testvértelepülések
- Marbach am Neckar

## Itt született személyek
- Robert Hirsch (1925–2017) francia színész